# Micropterus coosae
Micropterus coosae és una espècie de peix pertanyent a la família dels centràrquids que habita a Carolina del Nord, Carolina del Sud, Geòrgia, Tennessee i Alabama. Fou introduït a Puerto Rico l'any 1958 És un peix d'aigua dolça, demersal i de clima temperat (35°N-33°N), que habita els gorgs de rierols i rius petits i mitjans. Pot arribar a fer 47 cm de llargària màxima (normalment, en fa 25,5) i 3.710 g de pes. És ovípar. La seua esperança de vida és de 10 anys. És inofensiu per als humans.